# Essai de charge sur plaque
Un essai de charge sur plaque ou essai de charge statique sur plaque ou encore essai à la plaque est un essai visant à déterminer la résistance à la compression et la capacité portante des sols et des matériaux. Il sert de preuve de l'aptitude des sols et sous-sols à servir de terrain constructible selon les normes française NF P 94-117-1,  allemande DIN 1054 ou la norme suisse SN 670 317b, pour tout types de constructions et notamment des fondations et des routes et permet également de contrôler le compactage d'une couche de fondation. 

## Description

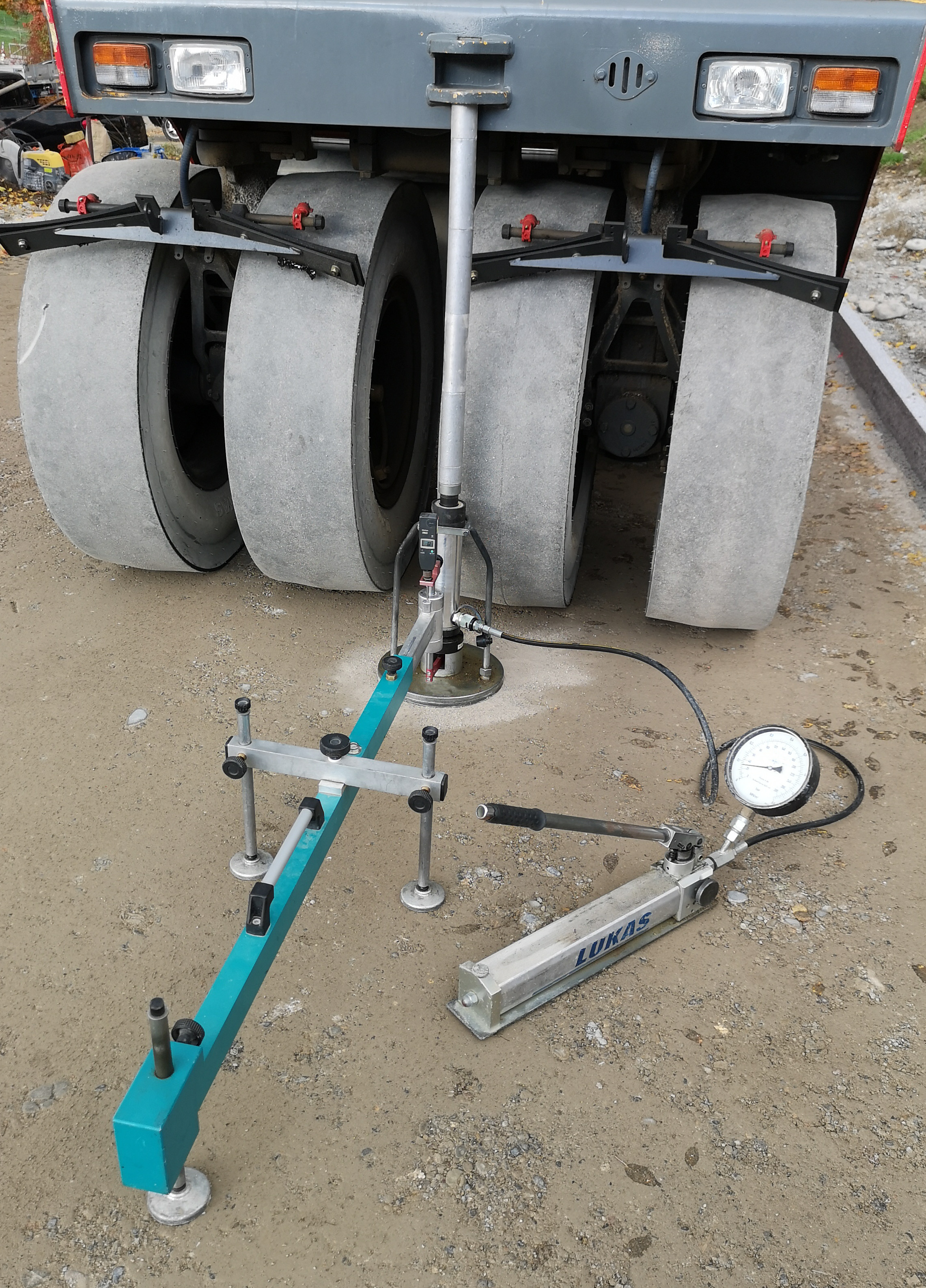
Essai de charge sur plaque avec un rouleau packer à pneus de 15-20 tonnes pour contrepoids

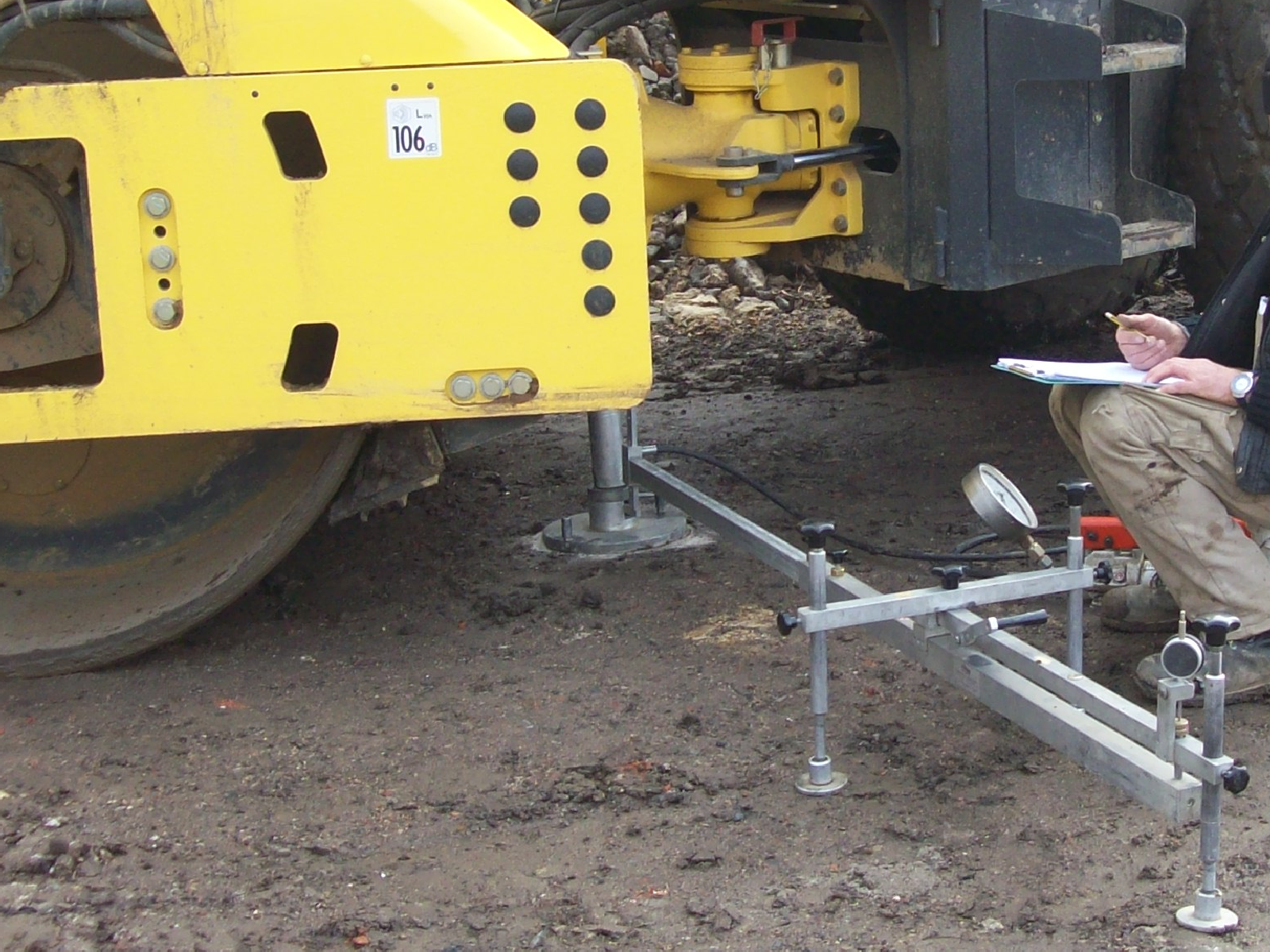
Autre exemple d'essai de charge sur plaque.

L'essai est réalisé suivant la norme DIN 18134 Terrain à bâtir ; essais et appareils d'essai - Essai de charge sur plaque (en allemand Baugrund; Versuche und Versuchsgeräte – Plattendruckversuch) et peut être réalisé comme essai sur le terrain avec un appareil d'essai de charge à plaque. La plaque est un plateau de charge circulaire normé, mis en charge et déchargé à plusieurs reprises par un dispositif de pression sur le substrat à une certaine pression et à un certain intervalle. Un camion, une excavatrice ou un équipement lourd similaire est utilisé comme contrepoids (de son poids dépend la charge maximale qui peut être appliquée lors de l'essai).
La pression appliquée et la profondeur d'enfoncement du plateau de pesée sont enregistrées. La détente du matériau qui se produit après la décharge de pression est également mesurée. Le rapport entre la pression appliquée et le tassement du sol lors des mises en charge successives est représenté sur un diagramme sous la forme d'une ligne de tassement sous pression. Le module de déformation Ev peut être déterminé à partir de ce diagramme. Les valeurs sont données en MN/m² (méga newton par mètre carré). Outre la valeur absolue de la pression nécessaire pour obtenir une déformation donnée, le rapport des valeurs de pression successivement appliquées est également déterminant pour la détermination de la capacité portante du matériau.
Un plateau de charge d'un diamètre de 30 cm est généralement utilisé pour contrôler le compactage, par exemple des constructions routières (selon DIN 18134, on utilise aussi des plateaux de 60 cm et 76,2 cm de diamètre) et la charge est augmentée par étapes jusqu'à une valeur maximale (souvent 0,5 MN/m² pour le plateau de 30 cm), puis la pression est de nouveau réduite, le tassement est mesuré dans chaque cas. Les couches superficielles endommagées doivent être enlevées et le plateau de pesée doit être complètement en contact avec la surface d'essai, éventuellement en appliquant une couche de sable ou de gypse de quelques mm d'épaisseur. Les grains d'un diamètre supérieur au quart du diamètre du plateau de pesée doivent être enlevés. Avec un diamètre de plaque de 30 cm, une précharge de 0,01 MN par mètre carré est appliquée. Selon la norme DIN, la charge est augmentée en au moins six étapes approximativement égale jusqu'à la valeur maximale et la charge est relâchée en trois étapes (avec la moitié et le quart de la pleine charge et la décharge complète). La norme DIN 18134 spécifie également les temps de chargement et de déchargement. Après le premier chargement, un deuxième cycle de chargement est effectué (mais seulement jusqu'à l'avant-dernière étape du premier passage). Les modules de déformation calculés sont pourvus des indices 1 et 2, selon qu'ils ont été calculés dans le premier ou le deuxième cycle.
Lors du calcul du module d'élasticité, la courbe de charge est approchée par un polynôme du deuxième degré selon la méthode des moindres carrés (on trouve des formules à cet effet dans la norme DIN 18134). Avant le calcul, le tassement mesuré sur le comparateur doit être corrigé par multiplication avec le rapport de levier de l'appareil de mesure.
L'essai permet de diviser le sous-sol en niveaux de charge (groupes de sols). En outre, dans la construction de routes publiques en Allemagne, il existe des exigences pour différentes couches comme la vérification indirecte du compactage (ZTV E-StB).